# Ершовская (Московская область)
Ершовская — деревня в Шатурском муниципальном районе Московской области. Входит в состав Дмитровского сельского поселения. Население — 24 чел. (2013).

## Расположение
Деревня Ершовская расположена в южной части Шатурского района, расстояние до МКАД порядка 158 км. Высота над уровнем моря 134 м.

## Название
В письменных источниках деревня упоминается как Ершово, Ершовская.
Название, вероятно, связано с фамилией Ершов.

## История
Впервые упоминается в писцовой Владимирской книге В. Кропоткина 1637—1648 гг. как деревня Ершово Бабинской кромины волости Муромского Сельца Владимирского уезда. Деревня принадлежала Алексею Богдановичу Мусину.
Последней владелицей деревни перед отменой крепостного права была поручица Юлия Николаевна Коросовская-Дашкевич.
После отмены крепостного права деревня вошла в состав Горской волости.
В советское время деревня входила в Михайловский сельсовет.

## Население
| 1858 | 1859 | 1868 | 1885 | 1905 | 1926 |
| ---- | ---- | ---- | ---- | ---- | ---- |
| 241  | →241 | ↗263 | ↗283 | ↗300 | ↘296 |
| 1970 | 1993 | 2002 | 2006 | 2010 | 2011 |
| ↘55  | ↘19  | ↘15  | ↘12  | ↘11  | ↗28  |
| 2013 |      |      |      |      |      |
| ↘24  |      |      |      |      |      |

## Галерея
- Дорожный указатель на деревню
- Остановка Ершовская
- Ершовская
- Таксофон в деревне